# Smithfield General Market
Pour les articles homonymes, voir Smithfield.

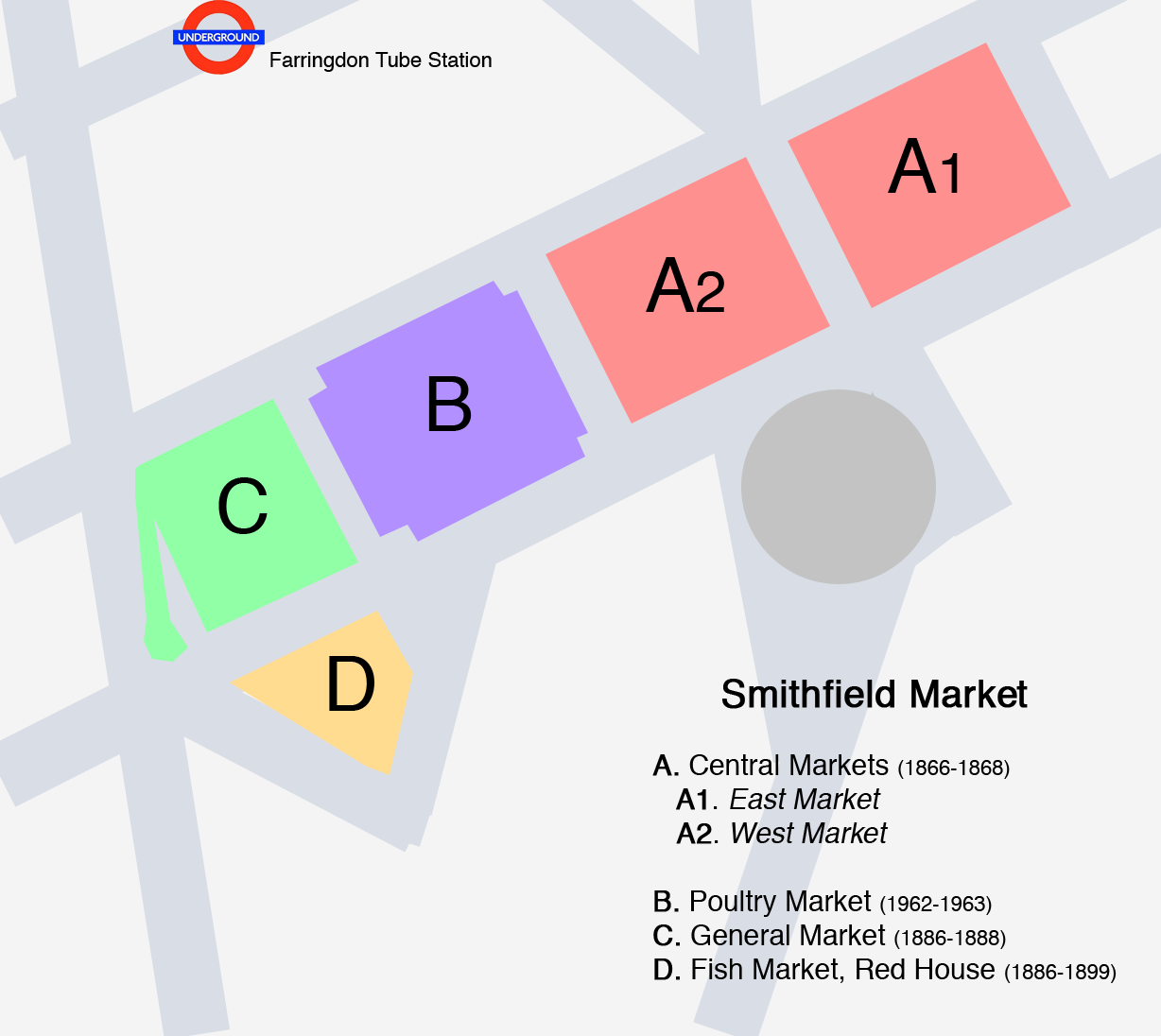
Carte des bâtiments principaux du complexe du marché de Smithfield: le marché général est C (vert)

Smithfield General Market est un marché couvert situé dans le district de Smithfield à Londres et l’un des cinq bâtiments de Smithfield Market. Il a été conçu par Horace Jones au XIXe siècle mais a été endommagé pendant la Seconde Guerre mondiale et a ensuite été abandonné.

## Projet
En mars 2015, le Museum of London a annoncé son intention de quitter son site de Barbican et de déménager dans le General Market Building. Le coût du déménagement est estimé à environ 70 millions de £ et, si un financement est atteint, il serait terminé d'ici 2021 .